# Juan Salvador Ruiz
Juan Salvador Ruiz fue un político español.

## Reseña biográfica
Nombrado Jefe Político por el Regente del Reino, aparece como Jefe Superior Político.
Del 18 de julio de 1842 al 26 de mayo de 1843 fue Presidente de la Diputación Provincial de Zaragoza.
| Predecesor: Pascual de Unceta | Presidente de la Diputación Provincial de Zaragoza 18 de julio de 1842 - 26 de mayo de 1843 | Sucesor: Mariano Casalbón |